# Monocesta rubiginosa
Monocesta rubiginosa es una especie de insecto coleóptero de la familia Chrysomelidae.
Fue descrita científicamente en 1865 por Clark.